# 藤原綱継
藤原 綱継（ふじわら の つなつぐ）は、平安時代初期の公卿。藤原式家、参議・藤原蔵下麻呂の五男。官位は正三位・参議、贈正二位。

## 経歴
皇太子・安殿親王の春宮少・大進、民部大丞を経て、延暦22年（803年）41歳でようやく従五位下に叙せられるが、叙爵以降は比較的順調に昇進していく。延暦25年（806年）桓武天皇の崩御後まもなく少納言に任ぜられ、同年5月安殿親王の即位（平城天皇）に伴い従五位上に昇叙される。平城朝では少納言の他左衛門督を務めた。
大同4年（809年）嵯峨天皇が即位すると侍従に任ぜられ、翌大同5年（810年）正五位下に昇叙。嵯峨朝では民部大輔・大舎人頭・右京大夫・兵部大輔・神祇伯を歴任し、弘仁5年（814年）には従四位下に叙せられている。
弘仁14年（823年）淳和天皇の即位に伴い従四位上・左兵衛督に叙任され、翌天長元年（824年）蔵人頭、天長2年（825年）には参議に任官し公卿に列した。議政官として右京大夫・兵部卿を兼ね、天長5年（828年）正月に正四位下に叙せられるが、同年5月には子・吉野に参議の官職を譲り自らは致仕した。その後、山井里第に隠棲するが、吉野が淳和天皇の側近として昇進していく傍らで、綱継自身も天長7年（830年）従三位に叙せられている。
仁明朝の承和8年（841年）正三位に至る。その後の承和の変に伴う吉野の失脚（承和9年〔842年〕）及びその死去（承和13年〔846年〕）よりさらに長命を保ち、承和14年（847年）7月26日薨去。享年85。最終官位は致仕参議正三位。没後正二位の位階が贈られた。

## 官歴
注記のないものは『六国史』による。
- 延暦16年（797年） 2月9日：春宮少進（春宮・安殿親王）[2]
- 延暦17年（798年） 閏5月17日：春宮大進[2]
- 延暦18年（799年） 4月11日：民部大丞[2]
- 延暦19年（800年） 5月8日：兼播磨少掾[2]
- 延暦22年（803年） 正月7日：従五位下[2]。正月14日：播磨介[2]
- 延暦25年（806年） 2月16日：治部少輔。4月12日：少納言。5月18日：従五位上[2]
- 大同2年（807年） 6月26日：衛門督。9月5日：美濃守
- 大同4年（809年） 4月11日：侍従[2]
- 大同5年（810年）4月19日：正五位下。7月16日：因幡守[2]
- 弘仁3年（812年）8月1日：民部大輔
- 弘仁5年（814年） 正月7日：従四位下
- 弘仁6年（815年） 正月14日：左京大夫。7月13日：大舎人頭
- 弘仁13年（822年）正月11日：兵部大輔[2]。10月25日：神祇伯[2]
- 弘仁14年（823年） 4月27日：従四位上。8月19日：左兵衛督[2]
- 天長元年（824年） 6月：蔵人頭[2]
- 天長2年（825年） 7月1日：参議、左兵衛督如元[2]
- 天長3年（826年） 日付不詳：右京大夫[2]。正月21日：兼武蔵守[2]。2月3日：兼相模守[2]。9月3日：兵部卿、止左兵衛督か[2]
- 天長5年（828年） 正月7日：正四位下。5月27日：致仕[2]
- 天長7年（830年） 正月7日：従三位
- 承和8年（841年） 11月20日：正三位
- 承和14年（847年） 7月26日：薨去（致仕参議正三位）、贈正二位[2]

## 系譜
『尊卑分脈』による。
- 父：藤原蔵下麻呂
- 母：乙訓女王（掃守王の娘）
- 妻：藤原姉子（藤原蔵下麻呂の娘）
  - 長男：藤原吉野（786-846）
- 生母不明の子女
  - 男子：藤原吉永
  - 男子：藤原承吉